# Chuašanské skalní malby
Chuašanské skalní malby (čínsky v českém přepisu Chua-šan Pi-chua, pchin-jinem Huāshān Bìhuà, znaky 花山壁画) jsou rozsáhlý soubor skalních maleb v okrese Ning-ming v prefektuře Čchung-cuo autonomní oblasti Kuang-si v Čínské lidové republice. Nachází se na vápencové skalní stěně o výšce přibližně 40 metrů a délce přibližně 170 metrů na západním břehu řeky Ming-ťiang, přítoku Cuo-ťiangu v povodí Perlové řeky. Malby vytvářené pomocí okru, krve a klihu vznikaly pravděpodobně mezi Obdobím válčících států a obdobím dynastie Chan, tedy od čtvrtého století před začátkem letopočtu po druhé století našeho letopočtu. Od roku 2016 jsou zařazeny mezi světové dědictví UNESCO